# HD 93359
HD 93359 è una stella bianca nella sequenza principale di magnitudine 6,46 situata nella costellazione della Carena. Dista 355 anni luce dal sistema solare.

## Osservazione
Si tratta di una stella situata nell'emisfero celeste australe. La sua posizione è fortemente australe e ciò comporta che la stella sia osservabile prevalentemente dall'emisfero sud, dove si presenta circumpolare anche da gran parte delle regioni temperate; dall'emisfero nord la sua visibilità è invece limitata alle regioni temperate inferiori e alla fascia tropicale. Essendo di magnitudine pari a 6,5, non è osservabile ad occhio nudo; per poterla scorgere è sufficiente comunque anche un binocolo di piccole dimensioni, a patto di avere a disposizione un cielo buio.
Il periodo migliore per la sua osservazione nel cielo serale ricade nei mesi compresi fra febbraio e giugno; nell'emisfero sud è visibile anche per buona parte dell'inverno, grazie alla declinazione australe della stella, mentre nell'emisfero nord può essere osservata limitatamente durante i mesi primaverili boreali.

## Sistema stellare
HD 93359 è un sistema multiplo formato da 4 componenti. La componente principale A è una stella di magnitudine 6,46. La componente B è di magnitudine 6,6, separata da 63,0 secondi d'arco da A e con angolo di posizione di 075 gradi. La componente C è di magnitudine 10,5, separata da 39,9 secondi d'arco da A e con angolo di posizione di 042 gradi. La componente D è di magnitudine 9,2, separata da 0,6 secondi d'arco da B e con angolo di posizione di 046 gradi.